# 가덕산
가덕산(加德山)은 대한민국 강원특별자치도 춘천시와 경기도 가평군에 걸쳐 있는 높이 858 m의 편마암 산이다. 산 전체가 경기 육괴에 속하는 선캄브리아기 용두리편마암복합체 편마암으로 구성된다.

## 같이 보기
- 한국의 산
- 가평군의 지질
- 춘천시의 지질